# Amundi
Amundi S.A. ist eine französische Vermögensverwaltung mit Sitz in Paris. Mit einem verwalteten Vermögen von über 2,3 Billionen Euro (Stand 2025) und über 100 Millionen Kunden ist das Unternehmen der größte Vermögensverwalter in Europa und zählt zu den zehn größten der Welt. Amundi hat über 5400 Mitarbeiter in 35 Ländern.
Amundi wurde als Gemeinschaftsunternehmen von Crédit Agricole und Société Générale im Januar 2010 gegründet, um das Anlagegeschäft der beiden Banken neu zu organisieren. Amundi ist seit November 2015 an der Euronext Paris gelistet, was zu jenem Zeitpunkt der größte Börsengang seit 10 Jahren an der Pariser Börse war. Stand 2022 ist Crédit Agricole mit knapp 70 % der größte Einzelaktionär (Stand 2022), der Rest ist gestreut.
Im Dezember 2016 gab Amundi bekannt, Pioneer Investments von der Unicredit zu übernehmen. Am 8. April 2021 gab Amundi die Übernahme des ETF-Anbieters Lyxor bekannt. Am 10. Februar 2025 wurde der erst 2022 erworbene Robo-Advisor Savity an die Raiffeisen KAG verkauft.
Amundi verwaltet das Vermögen von Privatpersonen, Unternehmen und institutionellen Investoren. Eine aktive Verwaltung kann auf individueller Basis oder kollektiv erfolgen. Amundi verwaltet verschiedene Fonds, einschließlich Investmentfonds, ETFs und Immobilienfonds.
Ein bekannter ETF ist der Amundi ETF Leveraged MSCI USA Daily welcher gemeinhin als Holy Amumbo oder Heiliger Amumbo bekannt ist. Der Fonds ist zweifach gehebelt und basiert auf den MSCI USA Daily Index. Den Fonds gibt es auch invers als Amundi MSCI USA Daily (-1x) Inverse UCITS ETF Acc